# Conde da Guarda
Conde da Guarda é um título nobiliárquico criado por D. Pedro V de Portugal, por Decreto de 19 de Junho de 1860, em favor de Luís de Oliveira e Almeida Calheiros e Meneses.
Titulares
1. Luís de Oliveira e Almeida Calheiros e Meneses, 1.° Conde da Guarda;
2. Luís Rafael de Oliveira e Almeida Calheiros e Meneses, 2.° Conde da Guarda.

Após a Implantação da República Portuguesa, e com o fim do sistema nobiliárquico, usaram o título: 
1. Maria Luísa de Oliveira e Almeida Calheiros e Meneses, 3.ª Condessa da Guarda;
2. D. Pedro Calheiros de Lancastre, 4.° Conde da Guarda;
3. D. Sebastião Manuel de Lancastre, 5.° Conde da Guarda;
4. D. Pedro Ribeiro Ferreira de Lancastre, 6.° Conde da Guarda.